# Jan Baxant
Jan Baxant (ur. 8 października 1948 w Karlowych Warach) – czeski duchowny katolicki, w latach 2008–2023 biskup litomierzycki.

## Życiorys
Jan Baxant ma pięcioro rodzeństwa. Jego brat Vojslav Pavel Baxant, norbertanin, jest proboszczem w Ašu, a siostra Maria zakonnicą. Ukończył średnią szkołę rolniczą w Pradze, a następnie Wydział Teologiczny w Litomierzycach. 23 czerwca 1973 przyjął święcenia kapłańskie z rąk biskupa Františka Tomáška.
Pracował jako wikary w Kolínie (1973-1975), następnie jako administrator parafii Bystřice u Benešova (1975-1983), św. Antoniego w Pradze-Holešovicach (1983-1990). W 1990 został prorektorem arcybiskupiego seminarium duchownego w Pradze, a w 1993 rektorem. Następnie był proboszczem w Kolínie, a później w kościele Marii Panny przed Tynem w Pradze (2000-2002). Od 1 stycznia 2003 pełnił funkcję wikariusza generalnego diecezji czeskobudziejowickiej.
4 października 2008 został mianowany przez papieża ordynariuszem litomierzyckim. Święcenia biskupie przyjął 22 listopada 2008.
23 grudnia 2023 papież Franciszek przyjął jego rezygnację z pełnionego urzędu, złożoną ze względu na wiek.
Jan Baxant mówi płynnie po niemiecku, francusku, włosku i rosyjsku.